# Frank Liivak
Frank Liivak (Rakvere, 7 de julio de 1996) es un futbolista estonio que juega en la demarcación de delantero para el FCI Levadia Tallinn de la Meistriliiga.

## Selección nacional
Después de jugar en la selección de fútbol sub-16 de Estonia, en la sub-17, en la sub-19, en la sub-21 y en la sub-23, finalmente hizo su debut con la selección absoluta el 26 de mayo de 2014 en un encuentro amistoso contra Gibraltar que finalizó con un resultado de empate a uno tras los goles de Ragnar Klavan para Estonia, y de Jake Gosling para Gibraltar.

### Goles internacionales
| # | Fecha                   | Estadio                                         | Oponente            | Gol | Resultado | Competición                         |
| - | ----------------------- | ----------------------------------------------- | ------------------- | --- | --------- | ----------------------------------- |
| 1 | 1 de junio de 2016      | A. Le Coq Arena, Tallin, Estonia                | Andorra             | 2–0 | 2-0       | Amistoso                            |
| 2 | 23 de noviembre de 2017 | Estadio Municipal Port Vila, Port Vila, Vanuatu | Vanuatu             | 0-1 | 0-1       | Amistoso                            |
| 3 | 11 de octubre de 2020   | A. Le Coq Arena, Tallin, Estonia                | Macedonia del Norte | 3-1 | 3-3       | Liga de Naciones de la UEFA 2020-21 |

## Clubes
| Club                    | País                 | Año       | Partidos | Goles |
| ----------------------- | -------------------- | --------- | -------- | ----- |
| Fútbol Alcobendas Sport | España               | 2015-2016 | 48       | 5     |
| F. K. Sarajevo          | Bosnia y Herzegovina | 2017-2018 | 5        | 0     |
| F. C. Flora             | Estonia              | 2018-2020 | 112      | 28    |
| FCI Levadia Tallinn     | Estonia              | 2021-2022 | 56       | 8     |
| Sligo Rovers F. C.      | Irlanda              | 2022-2023 | 53       | 4     |
| FCI Levadia Tallinn     | Estonia              | 2024-     | 2        | 1     |

## Palmarés

### Títulos nacionales
| Título               | Club                | País    | Año  |
| -------------------- | ------------------- | ------- | ---- |
| Meistriliiga         | F. C. Flora         | Estonia | 2019 |
| Supercopa de Estonia | F. C. Flora         | Estonia | 2020 |
| Copa de Estonia      | F. C. Flora         | Estonia | 2020 |
| Meistriliiga         | F. C. Flora         | Estonia | 2020 |
| Copa de Estonia      | FCI Levadia Tallinn | Estonia | 2021 |
| Meistriliiga         | FCI Levadia Tallinn | Estonia | 2021 |